# Олд Фоџ (Њујорк)
Олд Фоџ (енгл. Old Forge) насељено је место без административног статуса у америчкој савезној држави Њујорк.

## Демографија
По попису из 2010. године број становника је 756.
| Група             | 2000.    | 2010.       |
| Белци             | 0 (0,0%) | 728 (96,3%) |
| Афроамериканци    | 0 (0,0%) | 3 (0,4%)    |
| Азијати           | 0 (0,0%) | 2 (0,3%)    |
| Хиспаноамериканци | 0 (0,0%) | 9 (1,2%)    |
| Укупно            | 0        | 756         |